# Ajami (film)
Pour les articles homonymes, voir Ajami.
Pour plus de détails, voir Fiche technique et Distribution.
Ajami (en arabe : عجمي) est un film israélien réalisé par Scandar Copti et Yaron Shani, sorti en 2009.

## Synopsis
Le film relate cinq histoires entremêlées, toutes situées dans les communautés arabe musulmane, arabe chrétienne et juive de la métropole de Jaffa/Tel Aviv, en Israël.

## Fiche technique
- Titre : Ajami
- Titre original :  (ar) عجمي
- Réalisation : Scandar Copti et Yaron Shani
- Scénario : Scandar Copti et Yaron Shani
- Production : Moshe Danon, Thanassis Karathanos et Talia Kleinhendler
- Musique : Rabiah Buchari
- Durée : 118 minutes
- Distribution : Ad Vitam
- Photo : Boaz Yehonatan Yacov
- Dates de sortie :
  -  17 septembre 2009
  -  24 mars 2010 (22 mai 2009 au Festival de Cannes)

## Distribution
- Shahir Kabaha : Omar, 19 ans, Arabe israélien
- Ibrahim Frege : Malek, 16 ans, jeune réfugié palestinien dont la mère est à l'hôpital
- Fouad Habash : Nasri, 13 ans, le jeune frère d'Omar, ayant des visions
- Youssef Sahwani : Abu Elias, le riche et puissant patron chrétien d'Omar
- Ranin Karim : Hadir, la fille d'Abu Elias, amoureuse d'Omar
- Eran Naim : Dando, policier juif
- Scandar Copti : Binj, un ami d'Omar et Malek, l'homme à la barbichette
- Elias Saba : Shata, un ami d'Omar et de Binj
- Hilal Kabob : Anan, travaille pour Abu Elias
- Nisrine Rihan : Ilham
- Abu George Shibli : Sido
- Moshe Yerushalmi  : le père de Dando
- Tamar Yerushalmi  : la mère de  Dando
- Sigal Harel : la sœur de Dando

## Autour du film
- Le titre désigne le nom d'un quartier de la ville de Jaffa.
- Le film a été écrit et dirigé par Scandar Copti, un Palestinien ayant grandi à Jaffa dans le quartier d'Ajami, et Yaron Shani, un juif israélien.
- Scandar Copti s'est attribué un rôle important pour le déroulement de l'histoire, celui de Binj, un Arabe du quartier d'Ajami amoureux d'une juive.
- La plupart des autres interprètes sont des non-professionnels habitants du quartier qui, lors du tournage effectué dans l'ordre chronologique, ignoraient le scénario pour mieux vivre les situations. Cela donne aussi au film un aspect proche du documentaire, un très fort sentiment de réalité. Les personnages parlent soit arabe, soit hébreu, soit les deux langues.

## Distinctions
- 2009 : Ophir du cinéma : meilleur film, meilleur scénario, meilleurs réalisateurs (Scandar Copti et Yaron Shani)
- 2009 : Prix Wolgin (meilleur film) au festival international du film de Jérusalem
- 2009 : Antigone d'or, 31e Cinemed (Festival international du cinéma méditerranéen de Montpellier)
- 2009 : Festival de Cannes : Caméra d'Or - mention spéciale (Scandar Copti et Yaron Shani)
- 2009 : Festival international du film de Thessalonique 2009 : Alexandre d'or
- 2010 : 82e cérémonie des Oscars : nomination au Meilleur film en langue étrangère